# ベイス・オブ・ザ・ピラミッド
ベイス・オブ・ザ・ピラミッド（英語: base of the pyramid）は、世界の中で、所得が最も低いが人口では多数を占める層である。ボトム・オブ・ザ・ピラミッド (bottom of the pyramid) と同義。いずれもBOPまたはBoPと略す。主に、未開拓の市場という意味合いで使われる。
国際金融公社 (IFC) と世界資源研究所 (WRI) は2007年、購買力平価で年間所得が3000米ドル未満をBOP（ベイス・オブ・ザ・ピラミッド）と定義した。この層の人口は約40億人で世界人口の約72%、購買力換算での市場規模は5兆ドルで日本1国のそれにほぼ等しい（いずれも2007年当時）。
最近はボトム・オブ・ザ・ピラミッドと呼ばず、ベイス・オブ・ザ・ピラミッドを用いることが多い。この層を新たな顧客・ビジネスパートナーとするBOPビジネスが2009年より日本でも注目を浴び始めている。

## 変遷
- BOPバージョン1.0

貧困層の顧客化（「貧困者に売りつける」（selling to the poor））
例）石鹸や洗剤のサイズを小さいパッケージに変更して、購入しやすくする。
- BOPバージョン2.0

相互価値の創造（「creating mutual value 」、「working with the poor」）